# Vormsi
Vormsi, o també Ormsö, (en suec: Ormsö, en alemany: Worms) és la quarta illa més gran d'Estònia. Es troba entre Hiiumaa i el continent i té una superfície total de 92 quilòmetres quadrats. Forma part de la parròquia de Vormsi, un municipi rural.

## Història
La història de Vormsi es remunta al segle XIII. Durant la major part d'aquest temps, l'illa va estar habitada per suecs estonians ("rannarootslased" en estonià), la població dels quals arribava als 3.000 abans de la Segona Guerra Mundial. Durant la guerra, gairebé tota la població de Vormsi, juntament amb altres suecs que vivien a Estònia, que formaven la regió més gran d'Aiboland, van ser evacuades, o van fugir, a Suècia. La població registrada actual de l'illa és d'uns 400 habitants.

## Economia
Vormsi és l'illa i la regió amb una renda per càpita més alta d'Estònia fora de l'àrea metropolitana de Tallinn, amb ingressos al mateix nivell que l'interior de Tallinn. Això s'atribueix al fet que moltes persones benestants posseeixen cases d'estiu a l'illa i estan registrades com a residents, de manera que el seu impost sobre la renda anual es remet al pressupost de l'illa.[3]
Vormsi no té activitat industrial. L'illa obté la major part dels seus ingressos de la tributació dels ingressos continentals i estrangers dels residents.